# Jacques-Rémi-Antoine Texier
Ne doit pas être confondu avec Jacques Texier.
Pour les articles homonymes, voir Texier.
Jacques-Rémi-Antoine Texier dit l'Abbé Texier, né le 17 janvier 1813 à Limoges et mort le 29 mai 1859 à Bourganeuf, est un prêtre français spécialiste de l'histoire de la peinture sur émail. Auteur d'un Dictionnaire d’orfèvrerie, il est aussi connu pour le cabinet de différents émaux qu'il a rassemblés.